# Ꞿ
Cette page contient des caractères spéciaux ou non latins. S’ils s’affichent mal (▯, ?, etc.), consultez la page d’aide Unicode.
Ꞿ (minuscule : ꞿ), appelée U glottal, ou U esprit doux, est un graphème de l’alphabet latin utilisé dans la translitération de l’alphabet ougaritique. Il s’agit de la lettre U diacritée d’un esprit doux.

## Représentations informatiques
Le U glottal peut être représenté avec les caractères Unicode (latin étendu B) suivants :
| formes    | représentations | chaînes de caractères | points de code | descriptions                      |
| --------- | --------------- | --------------------- | -------------- | --------------------------------- |
| majuscule | Ꞿ               | Ꞿ                     | U+A7BE         | lettre majuscule latine u glottal |
| minuscule | ꞿ               | ꞿ                     | U+A7BF         | lettre minuscule latine u glottal |